# Bal des Ardents
El Bal des Ardents («Ball dels ardents») o Bal des Sauvages («Ball dels salvatges») fou un ball de màscares realitzat el 28 gener 1393 a París en el qual participà Carles VI de França. El rei va dansar juntament amb cinc membres de la noblesa francesa i durant l'espectacle, quatre dels ballarins van morir a causa d'un foc provocat per una torxa que portava un espectador, Lluís I d'Orleans, germà del rei. Carles i altres ballarins van sobreviure.
Aquesta dansa era un dels diversos esdeveniments per entretenir al jove rei, qui l'estiu anterior havia tingut un atac de bogeria. Els fets tràgics van soscavar la confiança dels parisencs quant a la capacitat de Carles VI per governar; el poble va considerar l'accident com una prova de la decadència de la cort i van amenaçar de rebel·lar-se contra els membres més poderosos de la noblesa. La ira del poble va forçar al rei i al seu germà, Lluís I d'Orleans, a demanar disculpes.
Elisabet de Baviera, esposa de Carles, va organitzar el ball per celebrar el nou casament d'una dama de companyia. Els estudiosos creuen que pot haver estat un charivari tradicional, amb ballarins disfressats com a homes salvatges, representant éssers mítics sovint associats amb dimonis, personatges habituals en l'Europa medieval que apareixen documentats en escrits de l'època Tudor a Anglaterra. L'esdeveniment va ser relatat en cròniques contemporànies de l'època, com les del monjo de Sant Denis i Jean Froissart, i va ser il·lustrat en diversos manuscrits del segle xv per pintors com el Mestre Antoine de Borgonya.